# إغناثيو غولدستاين
إغناثيو غولدستاين (بالإسبانية: Ignacio Goldstein)‏ هو مبارز بالسيف تشيلي، ولد في 21 يناير 1924.

## وصلات خارجية
- إغناثيو غولدستاين على موقع أوليمبيديا (الإنجليزية)